# Terri Swearingen
Terri Swearingen é uma enfermeira do estado de Ohio.
Ela recebeu o Prémio Ambiental Goldman em 1997 por organizar os protestos contra o incinerador de lixo tóxico da Waste Technologies Industries na cidade de East Liverpool, Ohio, nos Apalaches.
Uma das suas citações foi "Estamos vivendo neste planeta como se tivéssemos outro para onde ir."